# Radgoszcz (Klein-Polen)
Radgoszcz is een dorp in het Poolse woiwodschap Klein-Polen, in het district Dąbrowski. De plaats maakt deel uit van de gemeente Radgoszcz en telt 3700 inwoners.